# 夢喰いメリー
『夢喰いメリー』（ゆめくいメリー、YUMEKUI MERRY）は、牛木義隆による日本の漫画作品。通称「メリー」。作者にとって初のオリジナル長編作品で、『まんがタイムきららフォワード』（芳文社）で2008年5月号から2021年1月号まで連載された。話数の数え方は「REM○」（○は算用数字）。2013年6月には単行本第10巻が発売になり、同誌連載作品では初めて巻数が2桁になった。また、2018年3月で連載開始から10年を迎えたが、同誌で10年以上連載が続いたのも本作が初のことである。
2011年にはテレビアニメ化され、同年1月から4月まで放送された。また、牛木義隆監修・鶴淵けんじ作によるスピンオフ作品『影踏みメリー』が刊行されている。

## あらすじ
対エルクレス戦 (REM1 - REM60)
人の夢の内容を色として視ることができる能力を持った高校生、藤原夢路は夏休みのある日、「幻界（）」の世界から「現界（）」に迷い込んだ「幻界」の住人である夢魔の少女のメリー・ナイトメアと出会い、別の夢魔ジョン・ドゥに襲われて危なかったところを助けられる。夢路は、元の世界に戻りたがっているメリーの手助けをすることを決意するが、その中で夢路とメリーは、数々の夢魔との戦いに巻き込まれる。当初はメリーに助けられる立場だった夢路だが、やがて出会った夢魔の力を扱えるようになっていき、メリーと共に戦うようになる。そしてジョンなどから得た情報により、メリー達は複数の夢魔を操っていた夢魔エルクレスが、メリーを現界に降ろした黒幕だと睨んで、エルクレスの行方を探すことを決める。
夢路とメリーは、エルクレスを姉の仇とする夢魔エンギ・スリーピース、エルクレスの目的などの真実を探求することにしたジョン・ドゥと協力して、エルクレスを倒すことに成功する。だがメリーが現界に迷い込んだのは、エルクレスが原因ではなかったことも判明する。一方で、夢魔の能力を使うことができるようになった夢路と、同じように他の夢魔の力を使えたエルクレスの能力には共通の大本があり、またエルクレスに力を与えていた黒幕がいると思われた。
対白儀響戦 (REM61 - REM141)
メリーたちは、エルクレスに力を与えていた黒幕を捜すことにする。一方エルクレスが消えた後、前兆も無く夢魔が現界に降りてくるようになり、さらに不自然に人の夢が叶うということが起こるなど、新たな異変が起き始め、夢路やメリーたちは新たに現界にやってきた夢魔達と戦うことになる。やがてメリー達は、夢路のクラスの転校生である白儀響が幻界の存在である夢魔で、エルクレスに力を与えていた黒幕であり、現在も現界に夢魔を引き寄せていることを知る。
やがて夢路とメリーは、幻界に夢路が迷い込んだ約10年前にメリーと出会っていて、夢路がメリーを現界に連れてきていたことがあったことを思い出す。さらに二人は幻界にて、自分たちが響を目覚めさせたことも思い出した。夢路が夢魔の力を使えるのは、響と夢路の右腕がそれぞれ入れ替わっていることが原因だった。
響は、現界と幻界がひとつになり、人が眠り続けることで夢の中で願いが叶う世界にしようとしていた。夢路達は、響を止める決心をする。それを聞いた響は、学校の文化祭を決戦の日にすることを宣言する。
そして文化祭当日、夢路とメリー、そしてジョンやエンギなど彼らの協力者達は学校に集結し、響の配下であるアルミラリア姉妹や、現界と幻界が混ざりあい始めた影響で現界に現れ始めた銘無し（）などと戦う。やがてジョンやエンギらが響の配下を食い止めている間、夢路とメリーは響との決戦に挑む。
その決戦で、メリーは響に隙を突かれて消え去ってしまう（幻界に送り返された）が、残った夢路は、響と死闘を繰り広げる。やがて夢路は夢魔としての力をさらに使えるようになり、徐々に響を圧倒、さらにメリーを幻界から現界に引き戻す。夢路は、響と入れ替わっていた自分の右腕を響に「返し」、純粋な夢魔に戻った響は、メリーによって幻界に送り返された。
その後、夢魔や夢魔が現界に残した影響は次々と消えていき、メリー達が予言したとおり、夢魔に関する記憶も現界の人間の記憶から消えてしまう。だがメリーのことを「忘れない」と「決めた」夢路は、“夢喰いメリー”という小説を書き始めていた。

## 登場人物

### 主要人物
藤原 夢路（）
声 - 岡本信彦、慶長佑香（少年期）
本作の主人公。六花高校2年生。誕生日は7月7日。身長168センチメートル・体重53キログラム。親の仕事の都合で、親の友人かつ隣人である橘家に居候している。押すと跳ね返る、反ったアホ毛がある。トマトが好物で、辛党。
文芸部員であり、特撮ヒーロー好きであるため、自身の作品にもそれらの影響が垣間見える。カナヅチ。ネガティブな思考とは無縁とも言えるほど前向き、かつ厳しい状況でも決して諦めること無く「決めた」ことを守ろうとする強い意志を持つ少年。戦いにおいてメリーの足手纏いになることを懸念し、エンギと由衣の協力で夢魔に対抗するために特訓を重ねたほか、ノワールに捕えられて諦めかけたメリーを奮い立たせるような言葉を言い放つなど、熱血漢な一面があり、勇魚にも「決めたことは必ず守る」と信頼されている。
親指と人差し指で輪を作り、そこから人を覗くと夢の種類や雰囲気によって違った色のオーラのようなものが見え、その人が今夜見る夢の大まかな内容を知ることができる。的中率はあまり高くない（30パーセントにも満たない）が、悪夢の時だけは確実に的中する（対象の人物が黒く染まり、それが夢魔に浸食される夢の場合は漆黒に染まる）。覗いた相手には必ず何かしらの色が見えるが、メリーと響だけは透明だった。
ジョン・ドゥに体を乗っ取られそうになった所をメリーに助けられ、以降「メリーを元の世界に帰してやりたい」と考え行動を共にするようになる。「幼少時代に誰かとの約束を守れなかった」という過去を持っており、本人は約束した人物やその内容を忘却しているが後悔のみが強く残っている。その点において「大切なことを思い出せない」というメリーに共感し、それが彼女を助ける動機になっている。夢路もメリーも当時の記憶を失っていたが、かつてふたりが約10年前に出会って、夢路が“メリーを現界に連れ出したあと、幻界に帰す”と約束したことに由来している。
ノワールとの戦いの最中には、ジョンの助言で明晰夢において夢を自由に操れることを応用することにより、幻界と他の夢魔の幻界を繋げて武装する能力「武装明晰夢（）」を発揮できるようになった。「武装明晰夢」では見たことのある夢魔の能力しか使用できない（夢路が細かい形状を想像できないものは出てこないため）が、逆に見たことのある夢魔の能力であれば、かなり自由に応用して行使することが出来る。
夢路はこの能力を「借りる」と形容しており、発動の際には夢魔の二つ名を叫び、対象の夢魔と同様の模様が瞳に現れる。しかし、これらは飽くまでも人間である夢路が夢魔の武器を持って戦っているに過ぎず、腕力や俊敏さ頑丈さは一般的な人間と然程変わらないため、当初は騙し討ちや初見殺し的な使い方、もしくはメインの戦闘は夢魔達に任せてのサポート役としての活躍が多かった。
後に幻界から現界への干渉力が強まり“器”無しで実体化する様になった夢魔に対抗すべく、現界での「武装明晰夢」の発動も可能となる。さらに自身の中へ強制的に夢魔を呼び込み強引に“器”となる事で、武器だけでなくその夢魔の能力全てを自身の物とし対象の夢魔をイメージした姿へと“変身”する「超夢幻位相合体」を新たに習得する。
この“変身”は武器のみを借りていた「武装明晰夢」とは違い、人間である夢路を肉体的にも夢魔と同等以上の存在へと変える非常に強力な物であるが、その分夢路の身体へのフィードバックは大きく、初使用時には夢魔撃退後に激しい吐気に襲われ、“変身”も強制解除されてしまう。
夢路もメリーも当時の記憶を失っていたが、約10年前、夢路が幻界に迷い込んだときにメリーと出会っていた。幻界で何度かメリーに出会ううちに、メリーを現界に連れて行ってやりたいと考えるようになり、自分の身体を貸して（器にさせて）現界を体験させていた。その時勇魚がジャングルジムから落ちそうになったところを助け、右手を大怪我する。その傷跡はメリーには残っているが、夢路本人には残っていない。これは夢路の右腕と響の右腕が入れ替わったためである。
複数の夢魔の幻界を繋げるという能力は、メリーやエルクレスと同様に強大な力であることから、その点において本当に人間であるのかジョンから疑問視された。実際には夢路が夢魔の能力の一部を使えるのは、夢魔である響と右腕が入れ替わっていることが原因。そのため、力が発現する前から幻界絡みのことが起きる度に右腕に痛みを感じており、時には激痛のあまり行動を取れない状態になった事もあった。同時にこの腕の力で、重傷を負ってもすぐに回復する（響曰く「ぼく（響）が生きている限り君（夢路）は死なない」）。
これらの能力を獲得し、さらに元々持ち合わせていた強い意志の力によって、メリーと共に数々の敵と渡り合うほどになっている。
メリー・ナイトメア
声 - 佐倉綾音
本作のもう1人の主人公。身長147センチメートル。3サイズはB73.W54.H77。
二つ名は夢喰い（真の二つ名は門番（））。「夢喰い」は獏をモチーフにして夢路がつけた。当初はそのネーミングに憤慨していたが、実際はいたく気に入っているようであり、真の二つ名を理解してもこちらを好んで使っている。瞳の形は横に細長い四角形（この瞳は現界においては黒色、幻界においては白色になる）。
人間ではなく幻界（）の世界から現界（）に迷い込んだ夢魔。現界に来る前の記憶がなく、僅かに残っていた「帰りたい」という願望の元、幻界に帰る手がかりを求めて他の夢魔を捜しながら10年前後も、夢路に会うまで現界を彷徨っていた。ジョンに体を乗っ取られそうになった夢路を助け、夢路が夢魔を見つけてメリーが倒すという「ケーヤク（契約）」を結ぶ。夢路に出会って橘家に連れてこられてからは、橘家の喫茶店を手伝いながら居候するようになった。それからは夢路の影響で、ゲームやマンガなどで現界での生活を“楽しむ”ようになっている。たびたび夢路たちの学校である六花高校にも姿を現し、その身体能力などから学校でも有名人になった。
外見は小学生高学年から中学生程の小柄な少女で、耳が尖っているが普段は髪と帽子で隠している。さらに短く黒いタンクトップと、白いスカートのへそ出しルックが特徴的で、その上からコートを身につけている。帽子やコートの袖に「閉じた瞼」のような模様（自分の使う「鍵」と同じ模様）があってお気に入りにしており、横縞のニーソックスを履いている。また右手のアームカバーに隠れた素肌に古傷がある。「夢もキボーもない」が口癖。炭酸飲料が苦手で好物はドーナツ。何故か現界ではカラス、ニワトリといった鳥類に警戒され、自身も動物相手によく喧嘩をする。夢路と同じくカナヅチ。
本来人間の体を介してしか現界に干渉できないはずの夢魔でありながら、生身で現界に存在している。当初はエルクレスの行動による影響と思われたが、実際には約10年前にメリーと夢路が幻界で出会ったとき、響を目覚めさせてしまったため。その後響によって記憶を消され、現界に放り出されていた。
夢魔としての本来の勤めは、現界と幻界の境である「界境の門」を守る「門番」。この役目を思い出してからは右手に「鍵」が出現する様になり、それを使って界境の門を呼び出し、夢魔を幻界に強制送還する事が出来る。夢魔が人間を“器”にするために現界と幻界の境界の扉を開く瞬間に幻界に侵入し、人間を乗っとろうとする夢魔を撃退するのと同時に、自分が元の世界に帰るための方法を探している。
基本的な戦闘スタイルは身軽なフットワークと素手によるアクロバティックな肉弾戦がメインだが、「門番」の力を取り戻してからは夢魔の攻撃を消し飛ばしたり、殴った夢魔を幻界へ強制送還するといった特殊な戦い方を身に付ける。役目を思い出す以前も、夢路の負傷によるショックから「門番」の力が暴走し「白昼夢（）」を丸ごと崩壊させるなど本来の力の片鱗を見せた事がある。暴走時は両手に錆び付いた様な見た目の「鍵束」が出現し、周囲にいる者はその余波だけで身動きが取れなくなるほどの圧倒的な力を見せる。ジョンはその様を「存在その物を否定している」と表現した。
性格は普段は勝気で活発、現界のことはあまりよく知らないため好奇心も旺盛で、色々なことに興味を持つ。その反面、自分一人で内側に多くのことを抱え込んでしまうような所もあり、一人で対処できない状況には精神的に落ち込みへこんでしまったりと泣き虫な面も目立つ。
「ケーヤク者」にして「相棒」の夢路には強い信頼を寄せていると同時に、落ち込んだ時には常に励ましてくれること、迷ったときには手を引っ張って導いてくれることなど、様々な面で深く感謝している。また、基本的にそういった感謝の気持ちは照れながらではあるが、素直に伝えることが多い。
決め台詞は「ここから先は通行止めよ!」。
デザインのイメージは羊、名前の由来はアメリカ童謡『メリーさんのひつじ（Mary Had a Little Lamb）』より。
橘 勇魚（）
声 - 茅野愛衣
夢路の幼馴染で、同じ六花高校に通う2年生。誕生日は10月28日。身長157センチメートル。3サイズはB81.W56.H78。タレ目と、夢路とは対照的な下に垂れたアホ毛が特徴。メリーや他の女子からは「サナ」と呼ばれている。母が死んだ後、夢路が自宅に居候するようになってからは、新たな家族ができたかのように喜んだ。面倒見がよく、幼い頃から好意を抱いている夢路の世話を焼くこともしばしばで、よく親友の咲や貴照に冷やかされている。またメリーが自宅で同居するようになってから、彼女とは実の姉妹のように親しく接している。将来の夢は「絵本作家」になること。
趣味は風景画で学校でも美術部に属している。人気歌手「yokato」の大ファンであり、彼の突然の引退宣言にはひどく傷心した。B級ホラー映画が好きだが、怖いため誰かと一緒に見ようとする。
レギオンに器として狙われたところを夢路とメリーにより救われたことで、メリーが人間ではないことや「幻界」、「夢魔」の存在を知る人間となったが、その後もメリーに対して同じ態度で接している。メリーと夢路の関係や、彼女の夢路に対する想いを知ったことで、自分が夢路に寄せていた想いを改めて自覚するが、それを打ち明けられずにいる自分の臆病さにジレンマを抱えている。
夢路が響との決戦に向かおうとするとき、現実世界で夢路と一緒にいたいという想いを伝える。そして自分は足手まといになるから残るとメリーに夢路のことを任せて送り出し、逆にメリーには、自分がいなくなったあとの夢路のことを任された。
初めて夢路がメリーを自宅に連れてきたときから、それ以前にもメリーに会ったことがあるような感覚を受けていたが、これは約10年前、メリーが夢路を“器”にして現界にいたときに勇魚と出会っていたことに由来する。その時の夢路に、事故に遭った自分を助けられたため、夢路とメリーを「私を助けてくれたふたりのヒーロー」と表現している。
光凪 由衣（）
声 - 秋谷智子
春日学園に通う高校1年生。誕生日は11月15日。身長154センチメートル。3サイズはB79.W58.H83。
エンギに力を貸して欲しいと懇願され、共存という形でエンギの器となる。エンギの力になりたいという気持ちが強く、エンギが現界で剣を手にすることができ由衣の身体で戦えるようになっても躊躇わなかった。エンギが身体に入っているときは瞳が三角形になる。世話好きな性格や誰かの支えや力になろうとする言動には、医師である祖父の影響が見られる。誰かの力になろうとするときは「お姉さんに任せなさい！」と言うことが多いが、実際には相手のほうが由衣より年上であることが多い。
学校では親友の堀江奈桜とともに吹奏楽部に所属している（楽器はトロンボーン）。部活の基礎トレーニングでランニングなどをやっているため、体力はそれなりにある。実家（祖父）が整骨院を営んでおり、本人にもマッサージの心得がある。
一方で、常軌を逸した美的センスや（他人にはとうてい可愛いと思えない人形などを愛でて、勝手にストーリーを作り上げる。奈桜には「由衣劇場」と呼ばれている）、「ケミカルマジカルクッキング」と通称される、悪い意味で個性的な料理を作る一面もある。
菜桜によると、嘘をつく際に右手で髪をいじるクセがある。
エンギ・スリーピース
声 - 遠藤綾
二つ名は双月花（）。白いドレスに、長い髪の先が一対の翼のような形をとる、天使のような印象を与える女性の姿の夢魔。瞳の形は三角形。身長165センチメートル。
幻界では柄に花が咲いた無数の剣（霰茄子）を出現させ、それらを同時に操って攻撃する（ジョン曰く「剣でエンギに勝てる夢魔はおらぬ」というほどの使い手）。
姉・パティを亡き者にしたエルクレスを追い、仇討ちのために現界に来た。器は由衣だが完全な支配ではなく、事情を説明して彼女に協力してもらっている“共生”のような状態。現界では頭を2回小突くのを合図にして由衣と入れ替わる。
非常に義理堅い性格で、メリーとの戦闘中に負傷させてしまった夢路に対して土下座をして謝罪し、現界に行くと言い出した姉を引き止められなかったことを今でもひどく後悔している。また他の夢魔が器の夢に寄生していることを知らず、次々と人間の夢を壊していたことにもやや動揺している。
初めてメリーらと会った際は誤解から戦闘になったが後に和解。彼らの心意気を知り、器の由衣とともに鍛錬させている。後に宿敵エルクレスと対峙するも、遠く及ばず返り討ちにあい負傷。回復のため由衣の中で休眠していた。その後メリー達がアハテルノーテ姉妹と戦っているときに復活して、メリーと共にアハテルノーテ姉妹を倒す。
夢路やメリー、ジョンと共に戦ったエルクレスとの決戦では復讐心に囚われ、エルクレスの器になっている貴照（の夢）が犠牲になるとわかっていてもエルクレスにとどめを刺そうとしたが、由衣に止められて、メリーがエルクレスを幻界に送り返すのに任せた。その復讐の戦いが終わった後、自分も幻界に戻してもらおうとメリーに頼むが、エルクレスが残した謎を解くことと、由衣を守ることを理由にメリーに止められ、そのまま現界に残ることにする。そしてメリーやジョンらと共に、響の計画を阻止する戦いに加わる。
その後現界と幻界が混ざり合ってきた影響で、現界で剣を呼び出せるようになり、現界でも由衣の姿で戦えるようになる。さらに由衣の身体から離れて現界で実体をもつようになった。
スリーピース姉妹は初夢の縁起物といわれる「一富士二鷹三茄子 四扇五煙草六座頭」がモチーフになっており、メリーからは「茄子女」と呼ばれている。
幻界は満月が浮かぶ荒廃した草原。姉とともに過ごしていたころは、四季折々の花が咲く優美な庭園だったが、パティの死後はエンギの悲しみを具現化するかのように変貌した。
ジョン・ドゥ
声 - 中田譲治
二つ名は追跡者（）。
夢路の体を乗っ取ろう（器にしよう）と、夢路を自身の幻界に引きずり込んだ夢魔。その後黒猫を器にするようになる。メリーについて何かを知っているような素振りを見せる。身長191センチメートル。
黒いローブに身を包み顔には仮面を被って素顔を隠している（仮面で隠れているが、夢魔の瞳は仮面の口の部分と同じ、線路と枕木のような形）。被っているフードには猫耳のような意匠があり、仮面の下の瞳も猫に似た縦長の物。通常はギロチンとノコギリを組み合わせたような奇妙な形の剣を使うが、リコ・アルミラリアとの戦いでは大量の武器を中にしまい込んだ武器庫「五次元の秘密箱」を取り出している。
夢路を「少年」、メリーを「子羊」と呼ぶなど、独特の話し方をする。一方で多くの女性型のリトルチェイサー（後述）を率いていることからメリーに「ムッツリ猫仮面」とも呼ばれている。
最初は器にしようとして夢路を襲っていたが、そこに現れたメリーの素性、夢路の想いの強さ、エルクレスの存在と目的などに興味を持ち、エンギの斬撃で負傷した夢路の傷を手下に手当させたり、夢魔に対抗するためのヒントを与えたりと協力的な姿勢を見せるようになる。さらに夢路に明晰夢のヒントを与えただけで彼に召喚される形となり、多数のリトルチェイサーを率いて加勢する。ただし本人が「真実の追跡者」と自称しているように、あくまでことの真理を知るために、夢路たちと協定関係を築いている状態である。メリーについても本来の役割は知っていたのだが、自らが見つけ出すのが重要だと考えて、あえて教えていなかった。
ノワールとの戦いの後に現界で夢路と合流するが、その際の器も黒猫であった。曰く鈍重な人間よりも、猫の身体の方が俊敏で都合がいいとのことだが、猫じゃらしに本能的につられたり、必死に猫の真似をして誤魔化したり、ペット禁止の場所で締め出しを食らったりと、その姿ではギャグキャラになりつつある。なお他の夢魔と違い、彼の仮面の口の模様（横一文字に4つの縦線）が憑依する猫の右目に浮かぶ。表向きには橘家の飼い猫となり、（本人の懇願で）「ジョン」と夢路に名付けられた。
自分との関係を断ち切っても白昼夢に巻き込まれること、夢魔に似た能力を発揮できることなどから「夢路が人間ではない」という可能性を本人に投げかける。その後夢路達が思い出した、響を目覚めさせた話を聞くが、響を目覚めさせた「扉」を開いたのが夢路ではない可能性を考えている。
エルクレスの消滅以降、自身の僕であるリトルチェイサー（後述）を数人ではあるが現界に呼び寄せることが可能になった。またその後、現界と幻界が混ざり合ってきた影響で、猫の身体から離れて現界で実体をもつようになった。
白儀響の話や計画を聞くと、現界と幻界が一緒になった世界など「真実」ではないとして、夢路たちと共に響の計画を阻止する側に回る。
幻界はおとぎ話の舞台になるような中世ヨーロッパ風の路地裏。魚の骨や、魚の骨が描かれた旗（骨旗（））がはためいていたりと、やはり猫を意識したデザインになっている。
名前の"John Doe（ジョン・ドー）"は英語で「本名不詳」を意味し、作者曰く一人称が「吾輩」で、名無しの猫。
コミック第6巻のキャラクター相関図で「ジョン・ドゥ（ジョン・ムッツリーニ・オスカル・ブラックエクスプロード）」と表記されている、これは、ジョンが猫を器として橘家の飼い猫になった際、メリーと橘親子がつけようとした名前と、夢路がジョンとつけた名前を組み合わせた物が由来である。
リトルチェイサー
声 - 松岡禎丞（リーダー猫） / 高橋美佳子、片岡あづさ（猫ナース）
ジョンの忠実な僕である一団の総称。多数存在し、直立した靴をはいた子猫の姿と、猫耳の少年少女に化けられる。雌猫は最初のころから少女の姿に化けていたが、雄猫が少年の姿に化けたのは9巻が初めて。
それぞれが独立した意思や個性を持ち、ジョンの幻界で独自のコミュニティを作っている。ただし夢魔ではなくジョンが自分の幻界の住人として「設定」した登場人物。
戦闘に参加することもあり、その際はそれぞれ得意な武器（剣・槍・銃・大砲など）を使い、単独ではジョンやメリーなどの夢魔には及ばないが、集団戦闘で勇敢に戦う。またジョンの“庭”の中では、ジョンと位置を瞬時に入れ替えることができる（“幻界”の影響が強くなってからは、“現界”でもその力が使えるようになった）。
それぞれの個体には星に由来する名前が付けられている。
なお猫耳娘はメス猫が化けているものであり、作者曰く「化けているのはきっとジョンの趣味」とのこと。夢路を服を脱がせて看病するなど、ジョンとは別の意味で「夢路を狙っている」存在。
以下は作中で名前が出ている者達。ジョンの“庭”の中ではこの他にも大量に存在している。またジョンが“現界”に呼び出した者の中には、リーゼントの髪型をした男の姿の者、編み込んだロングヘアーの女の姿の者などもいた。
ベナトナシュ
「一番星」のオス猫。他のリトルチェイサーからは「ベナト君」と呼ばれている。人間の姿で現れた時は青年の姿で、現界ではサングラスをかけている。銃を使う。
スピカ
「二番星」のメス猫。人間の姿では明るい色の髪でショートカット。銃や手榴弾、ナイフを使う。現界ではベレー帽にミニスカート、ストッキングの姿。
アルビレオ
「三番星」のメス猫。人間の姿では赤毛のロングヘアーで、槍を使う。現界では黒ジャンパーにパンツルックで、帽子をかぶっている。
ラナ
メス猫。ボブカット。銃を使う。
アルドラ
メス猫。やや癖のある長い髪で、メガネをかけている。剣を使う。文化祭で銘無しから学校を守っているとき、一般生徒に化けたマナ・アルミラリアの使う毒を受けて、銘無しに喰われてしまった。
白儀 響（）
誕生日は8月2日。身長168センチメートル・体重53キログラム。
転入生。夏休み明けに夢路のクラスに転入した。
スポーツ万能で頭脳明晰。足りないものがあることに満足できないため、何か一つを選ぶことが苦手である。ラーメン好きで、店にあったメニューすべてを頼んでいた。
実は普通の人間ではなく、幻界そのものを庭とする夢魔であり（夢魔としての二つ名は幻界（））、夢魔としての瞳は縦長の長方形。本体は幻界にいて、分身となる存在を10年間かけて現界に送り込んだのが、現界にて皆が認識する響の姿。そのため現界にいる響は、たとえ首を刎ねられても死ぬことはない。また、他の夢魔たちが住む幻界そのものを庭としているため、他の夢魔の力が通じない。
約10年前、幻界の心臓部にあたる「夢の受け皿」と呼ばれる場所の扉を、メリーと共に迷子になっていた夢路が開いたことによって自我を持って生まれる。その時夢路とお互いの右腕が入れ替わり（そのため、夢路が勇魚を助けたときについた傷跡が響の腕にある）、響の能力の一部が夢路にも現れることになった。一方で響は人間と混じったため、メリーの「夢魔を幻界に送り返す」力を受け付けなくなった。
エルクレスに自身の力を貸していた人物であり、現界において発生している正夢を引き起こしている黒幕。他の夢魔（『ジェイス』『エルダー』『レガレクス』など）を現界に呼び出すことが可能。現界と幻界をひとつにして、人が眠り続け、夢の中ですべての願いが叶う世界を作ろうとしている。その目的を叶えるため、約10年前に夢路とメリーを現界に送り出し、現界で夢路達に力を使わせることで現界と幻界の境界を曖昧にしようとしていた。さらにエルクレスに力を与え、現界に送り込んでいた。
一方で、上記のような行動を取る「本能」と、それを夢路らに止めて欲しいと願う「理性」の側面があり、夢路やメリーの気づかないうちに自分の野望を達成しようとする「本能」を、「理性」が止めて夢路らに勝機を与えていた。

### 人間

#### 六花高校関係者
星野 鳴（）
声 - 高森奈津美
夢路が所属している文芸部の部長。恋愛小説家を目指している。
一時期クリスの器だった。メリーたちの活躍により解放されたが、クリスのことを覚えている。当初、夢路と貴照は彼女に気があったような描写がある。
秋柳 貴照（）
声 - 立花慎之介
誕生日は6月25日。身長172センチメートル・体重49キログラム。
夢路の同級生で同じく文芸部員。夢路とは中学の時からの付き合いで親友。
細長い体格で「広辞苑より重たいものを持ったことがない」と自称するほどの虚弱体質。
病弱な妹を元気づけるために川柳を詠むようになり、ことあるごとに川柳を詠んで周囲を一喜一憂させる。
エルクレスの器となっており、エルクレスの人格が表に出ている時は髪をオールバックにしていることが多い。
霧島 咲（）
声 - 伊瀬茉莉也
誕生日は4月18日。身長158センチメートル。3サイズはB90.W60.H86。
夢路の同級生で同じく文芸部員。
男勝りな性格で、よく人をからかう。特に勇魚の夢路に対する好意をいじるが、本人は貴照に好意を抱いている。
豆山 竜一（）
夢路の同級生。愛称は「豆やん」、口癖は「ワンチャン」（ワンチャンスの意）でサッカー部に所属している。ノリの軽いお調子者だが、学校が「幻界」になった際にはレギオンに苦戦する夢路に加勢し、男気を見せていた。
城戸 広志（）
夢路の同級生。言動が荒く、血の気が多い部分の目立つ不良風の学生だが、レギオンとの戦いでは彼の行動が夢路らの勝利に貢献することとなった。クラスメートである中島綾乃とは相思相愛の間柄だが、彼女に「ヒー君」と愛称で呼ばれる度に気を悪くするなど素直になりきれていない。
秋柳 瑞貴（）
貴照の妹。小さいころは病弱だったが、後に回復し、ファーストフード店でバイトをしている。
ブラコンの気があり、兄に好意を寄せている咲に対しては性格が豹変する。
もともと方向オンチだったが、健康になってからは夢遊病のように、知らない間に変な場所にいることがよくあるという。これはクリオネの器になって意識がない間に移動していたことが一因。
紺瑠璃 碧（）
美術部での勇魚の後輩。勇魚のことを「くじら先輩」と呼ぶ。名前に“青”に由来するものが3つ並んでいるため「ブルー・スリー」と自称する。文化祭にて奏を助けるよう夢路たちに頼んだ。
奏（）
碧の友人で幼なじみ。ピアノが得意だったが周囲の期待によるプレッシャーにより、中学生の時コンクールで失敗し、海外留学の話もなくなってピアノもやめてしまう。そのため自暴自棄になっていたところ、文化祭にて響の「夢が叶う世界」の話を聞いて、自ら銘無しに喰われようとした。だが碧や勇魚に説得され、メリーと夢路に助けられた。
大菅（）
声 - 坂巻学
六花高校の教師。生活指導担当。校内に潜入したメリーと口論になる。
仁王と形容されるほど厳しい人物。しかし、再度校内に潜入したメリーを追いかけた際に見た運動神経にほれ、一転して仏のような顔で新体操部に勧誘した。
飯島 良太（）
声 - 鈴村健一
アニメオリジナルのキャラクター。六花高校の教師で文芸部顧問。自身の夢は「毎日たくさんご飯を食べられること」であると公言しているほどの大食漢であり（作中「1日米2キロでは足りない」と発言）、メシ島先生の愛称で親しまれている。ただし容姿は標準的であり、あの肉体にそれほどの容量があるのか夢路らに疑問に思われている。生徒に対してはとても真摯に対応している。
その正体はミストルティンの器であり、生徒思いな性格は表向きの顔である。本性を表すと自身の生徒を「クズ」呼ばわりしたり、その夢を嘲笑したり、時には度の過ぎた暴力を振るうなど常軌を逸した加虐的な性格に変貌する。同じく相手をいたぶることが趣味であるミストルティンとは「気が合う」とお互い感じている。
ミストルティン消滅後は教師を退職した。
河浪 千鶴（）
声 - 植田佳奈
アニメオリジナルのキャラクター。レスティオンの器の少女。夢路のクラスに転入した。右腕に手錠のような飾品がある。古びたアパートに住んでいたりと私生活は貧相。ミステリアスな雰囲気を醸しつつ社交性がなく、あまりクラスメイトと関わろうしない。しかし、勇魚との交流を通してわずかながらも心を開きつつある様子が見られる。呆けて列車に乗り遅れたり、何かを悟るように笑みを浮かべたりと、行動がつかめない。コーヒーはブラックで飲むのが好き。飯島良太を尾行している。勇魚を助けるために自分の夢を使ってレスティオンの弾を作り撃ち、夢と心が壊れてしまった。事件終結後は全ての記憶を失う。
ユミ
声 - 山川琴美
アニメオリジナルのキャラクター。セリオの器の少女。セリオに器になるように懇願された当初は拒んでいたが、次第に良好な関係を築いている。以前と比べて人に関われるようになったとセリオに感謝し、その延長として看護師になることを夢見ていたが、突然セリオが夢魔に殺められ、その夢も失ってしまった。
吉田（）
声 - 斉藤佑圭
アニメオリジナルのキャラクター。シャクエントの器の少女。動物の命を扱う医者になることを夢見ていた。本人が知らない間にミストルティンにより強制的に器にされたが、その後シャクエントをミストルティンに殺められ、その夢を失った。

#### 春日学園関係者
堀江 菜桜（）
声 - 浅野真澄
誕生日は4月7日。身長159センチメートル。3サイズはB80.W59.H84。
由衣の小学校からの親友で同じ吹奏楽部に属している（楽器はトランペット）。由衣に肩を揉んでもらうことが好き。
由衣と共に全日本コンクールの本戦出場を目指している。
アハテルノーテ姉妹の器にされかけたが、由衣、メリー、夢路、エンギによって助けられた。それが切っ掛けで、夢魔などのこと、由衣とエンギのことを知る者のひとりとなる。
日野 明音（）
由衣と菜桜の所属している吹奏楽部の部長。二人にとっての憧れの先輩であり、吹奏楽部に所属するきっかけにもなった人物。
全日本コンクール本線の出場を目指していたが、夢魔の器にされその夢魔を殺されたことで夢を失い、部活をやめて音大への進学も諦めてしまった。
柊 杏莉（）
由衣と菜桜の同級生。プロ漫画家志望。友人からのあだ名は「ラギ」。
小さいころから絵が上手な子で、担当編集やその妹の絵里に自身の漫画を見せるなどしていた。
当時の同級生に対しても自身の漫画を見せたが反応が芳しくなく、一方で求められたジャンルの漫画を描いてきた時には喜んでくれることから、自分が思うように描いた漫画を見せることに対して恐怖するようになる。以後自分の描きたいと思った漫画を描けなくなり、作風を他人に合わせ他人から褒めてもらうために漫画を描くようになったため、編集との打ち合わせでは度々自身の漫画をボツにされる。
気分転換にと夢路一行と寄った動物園にて6年ぶりに絵里と再会した、また密かに描いていた自身の絵を雛桔蓮や夢路達が褒めてくれたことから、再び自分らしい漫画を描くことに対し勇気を持った。また、この時に編集が今の仕事に進んだ切っ掛けが幼少時の自分の漫画であったことを知ることになる。
夢路、メリー、連達と一緒にいるとき、響が呼び出した名前不明の夢魔の器にされかけて助けられた結果、以後現界に現れた夢魔が見えるようになった。
勇魚の絵を非常に気に入って以後、勇魚を「お姉様」と呼んで慕っている。
初対面の時、雛桔蓮を変質者か何かと勘違いしていたが、誤解が解けてからは、蓮をからかうような場面が多い。

#### その他の人間
橘のおやっさん
声 - 藤原啓治
勇魚の父。本名は21巻現在明らかになっていない。妻（鮎美）とは既に死別している。
喫茶店「STO」の店長で料理やゲームの腕は高く、近所の学生から慕われていることもあり、店の経営はそこそこ順調らしい。
ダンディかつ男気に溢れる発言をするかと思えば、次の瞬間にはすっとぼけたことを言う、掴み所のない愉快な性格を持つ人物。メリーのことを詮索せず、住み込みのバイト（メイド）として雇う。実は、約10年前に夢路が話していたメリーのことが、今現れたメリーと同一人物だと気づき、メリーや夢路が何かをしようとしていることにも気がついていた。
右目に大きな傷跡があり、普段は閉じているが失明しているわけではなく、時々開いている。
普段着やエプロンなどに単語がでかでかと印字されている物をよく着ている（「大名」や「アンニュイ」など）。
如月 みなと（）
声 - 日高里菜
小学生。傷つくことを恐れて友達を作れずにいたところをイチマに付け入られ、取り憑かれそうになる。
メリーたちに会うまではイチマに懐柔され、イチマだけが友達であればいいと思い込まされていたが、最終的にイチマと決別し、現実の世界で友達を作ることを決意する。後に古町日向子と友達になる。
その後、再度現界に現れたイチマと再会。忘れていたイチマのことを思い出して恐れるものの、イチマがみなとを必死にフリムスルスから守ろうとする姿を見て、イチマも自分の友達だと告げた。
古町 日向子（）
ノワールの器にされた小学生。
ショートカットで、キャップにつなぎという服装。男勝りな口調のため男子に間違えられることもある。
自身のことを「ひな」と呼び、友人になったみなとにもそう呼ばせている。
御堂 ケン（）
声 - 箭内仁
ランズボローの器にされた大学生。海水浴に来ていた咲をナンパしようとした。
特に目的もなく大学まで進学し、適当な生活を送っていたが、バイト先で出会った英語が流暢な上司に憧れ、留学を決意する。
しかしランズボローに取り憑かれたことで人格を封印されてしまう。チャラけた外見に反して真面目な青年であったようであり、ランズボローに乗っ取られた後の変貌ぶりは、周囲の知人も驚きを隠せなかった。メリー達とノワール達の交戦時、一時的に目を覚ます。直後にランズボローによって再び気絶させられるも、彼が助けを求めたことがメリーの記憶を取り戻すきっかけになった。メリー達の活躍によりランズボローから解放された。
公園にいるときにみなと、日向子と出会い、以後何かとふたりの面倒を見ることになる。
六花高校文化祭では皆の戦いに巻き込まれ、イチマと協力してマナ・アルミラリアを倒した。
武内 薫（）
声 - 遠藤大智
ケンの親友。ケンからはタケちゃんと呼ばれている。ケンの夢を追いかける姿が自分の夢でもあると言うほどケンを大切にしており、ケンがランズボローに乗っ取られた際には涙ながらにケンを助けてほしいとメリーたちに訴えた。殴り合いに強いらしい。
雛桔 蓮（）
中学三年生。桔梗総合病院の跡取。多忙が故に自身を気に掛けなかった父母の気を引くために不良行為を繰り返すが、逆にそれが原因で家庭崩壊を引き起こす。
一日一善のルールは、悪いことの逆を繰り返せばいつか家族が元に戻るとのことから行っている。
普段は黒の翼と角の生えたパーカーを着用しており、着てるパーカーのデザインや言動から、喫茶店STOに訪れた際には変態暗殺者、変態狩人など散々な言われ方をされた。一方で非常にシャイであり、同年代の女性と正面から顔を合わせることができない。
夢魔のカルチェと共存する形で器となり、カルチェと合体（超夢幻位相合体）して、暴走する他の夢魔を無力化していたが、後にカルチェを響に殺されてしまう。だがカルチェの力を失った後も「善いこと」をしようと勇敢に、杏莉たちを守ろうとする。
マサル
声 - 五十嵐裕美
アニメオリジナルのキャラクター。デルガの器の少年。グリッチョが大好きであったが、ミストルティンにデルガを殺され夢を失う。

### 夢魔

#### エルクレス一派
エルクレスの幻界送還後、手下達はエルクレスの意思とは関係なく現界を壊そうと考える者、何もせずに大人しくしている者等、分かれた行動を取り、組織としては崩壊状態にある。
エルクレス
声 - 三宅健太
二つ名は灯台（）。器は秋柳貴照。
人に取り憑くことで現界に行けることに最初に気付き、これを利用して幻界と現界を混ぜ、夢魔が現界で器を必要としない世界にしようとして、その後に2つの世界の破壊を画策した夢魔。黒い胴体に中世の騎士の甲冑のようなものを纏った姿をしている。素顔は笑った顔が落書きのように描かれており、体の露出している部分には、目と同じ光のような模様（傷？）がある。光に寄る習性を持つ虫のように多くの夢魔を惹きつける、まさに「灯台」という存在。
非常に凶悪な夢魔で、現界に来ている夢魔を手当たり次第に自身の幻界に引きずり込み、自身の計画に賛同する場合は配下に加え、賛同しない場合は容赦なく殺害している。エンギの姉のパティを殺した張本人であり、それゆえにエンギから仇として狙われている。現界で力をつけ、やがて自分に力を与えた響をも倒すつもりであったらしい。
武器は巨大な斧。腕をライフルのように変形させて砲撃を行う描写もある。多数の夢魔を相手にしても一蹴してしまうなど戦闘力は極めて高く、エンギの全力の必殺技を受けても瞬時に傷が修復するほか、他の夢魔の幻界を自身の幻界で侵食することもできる。
また夢魔の所持していた道具の記憶を再生（夢魔を実体化）することが出来るが、作中のエルクレス戦最後では、再生した全ての夢魔がエルクレスの命令を聞かなかった。
メリー達との勝負に敗れ幻界に送還されるが、エルクレスに力を与えていた黒幕（響）に、界境の門の時点で留められ殺害される。
幻界は暗い岩山を照らす無数の灯台。漢字一文字を連用した独特の笑い方をする（「火火火（）」、「暴暴（）」など）。口癖は「さぁ、照時間（）だ!」。
名前の由来は実在している有名な灯台。
ノワール
二つ名は縛鎖（）。器は古町日向子。
エルクレスに従う夢魔の一人。器とは違い非常にグラマラスな大人の女性のような姿を取る。また服のように見える胴体部分の黒い個所は実は只の模様であり、実際にはかなり際どい格好である。瞳の形は2つの繋がった輪（鎖の一部）。
エルクレスのことを「エル」と呼び、ランズボローからは「アネゴ」と呼ばれている。
常に器の体を支配したままのランズボローと違い、エルクレスの忠告を守り必要な時にしか器を支配していない。
黒い鎖を縦横無尽に操り、攻撃や束縛を行う。また鎖で出来たゴーレムを無尽蔵につくり出し、自身の兵とする。
現界では何らかの目的がありランズボローと待機していたが、メリーと遭遇して臨戦態勢に入り、彼女を幻界に引きずり込む。その後夢路が呼び出したジョン率いるリトルチェイサーとゴーレム隊を戦わせ、自身もジョンと激戦を繰り広げる。しかし自分の記憶と役割を思い出したメリーによってランズボローを体に叩き付けられ幻界へ送り返された。
幻界は浮島でできた拷問の城で、地盤の裏に巨大な鎖が垂れ下がっている。
名前の由来はフランス語で黒（Noir）。
ランズボロー
声 - 吉野裕行
二つ名は迷路（）。器は御堂ケン。
エルクレスに従う夢魔の一人。エルクレスの方針に賛同しており、現界に降りてから彼と合流した。大きな一つ目に小さな胴体、細い手足、とんがり帽子という異形だが何処かコミカルにも見える姿をとる。瞳の形は歪んだ「#」。
変幻自在の迷路「通りすがりの道化師（）」を操り、ピエロ型の自動人形で相手を追い詰める。
その能力から、自身は手を下さずに相手を弱らせるという卑劣な戦法を好む。エルクレスらといる時は調子よく高圧的な態度になるが、自身の戦闘力は低いので、迷路を破壊されると大したことはできない。
夢路に迷路を壊され、メリーとエンギに追い詰められるが、夢魔の真実を話して動揺や仲間割れを誘い逃走。後にエルクレスと合流し、ノワールとともに待機していたが、再びメリーと遭遇。ノワールとともに交戦し、逆恨みからともに引き込んだ夢路に奇襲をかける。しかし夢路の覚醒した明晰夢によって逆転され、ノワールともどもメリーに幻界へ送り返された。
人間の人生を蹂躙することに快感を覚え、現界ではケンの体を使って傍若無人に振る舞っている。エルクレスからはたまには“器”に体を返してやれと忠告されているが、聞き入れてはいない様子。ちなみに本来が単眼であるためか、ケンの身体を行使する際は常に右目を閉じている。
本来の幻界はサーカスのステージ。
二つ名と名前の由来は「ランズボロー迷路」から。
クリオネ
声 - 結名美月（きららファンタジア）
二つ名は夢捜歌（）。器は秋柳瑞貴。
エルクレスに従わされている夢魔。長い緑色のリボンが付いた大きな帽子を被っている。ベージュ色の髪をしており、頭には生物のクリオネをモチーフにしたと思われる一対の突起がある。下半身はロングスカートと露出は控え目だが、上半身はヘソ出し・肩出しと、かなり際どい格好。瞳の形は十字。
眉は両端が下がった「八」の形、目は半開き（ジト目）と、常に暗めの表情をしている。また会話の最後に｢知ってますよね？」と付け加える口癖がある。非常に大人しいが、歌や音楽の事になるとムキになることがあり、夢路とメリーに自分の本気の歌を聴かせたり、リズムゲームでメリーと本気で勝負したりしている。
「歌（）」によって自分が出会ったことがある夢魔の存在を探知・特定することが出来、その能力でエルクレスの傘下の夢魔たちを監視している（エルクレス曰く「俺の便利な目」）。ノワールとランズボローが消えたことをエルクレスに報告した。エルクレスの非情な行動を批難しているが、当の本人には豪快に聞き流されている。
幻界と思われる場所は大聖堂、もしくはオペラ劇場。ステージの背面の壁にはクリオネのような形をした巨大な穴がある。
門番（）メリーほどではないがかなり有名な夢魔らしく、出会う前からジョンもその存在を知っていた。本来は人間が幻界に訪れた際、夢を見せる夢魔の元へ向かえず迷ってしまった時に、「界境の門」の近くで「歌」を使って正しく導く「案内人」の役目を持った夢魔であったが、エルクレスによって無理やり現界（）に連れ出され、気付いた時には既に瑞貴を器にされており、瑞貴を人質にとられてしまっている。貴照と瑞貴の兄妹を救うため、密かにメリーに助けを求める。メリーからは「歌姫」と呼ばれる。
エルクレス戦において、エルクレスの攻撃からメリーを庇い重傷を負ったため、傷を癒やすためメリーによって幻界に送還された。
その後、夢路とメリーがヤエ・アルミラリアと戦っているとき、助けに現れる。
名前の由来は生物のクリオネ。
ウコ・カリ・カチュ
二つ名は不明。器はけん玉を持ったヤンキー風の少年。
エルクレスに従っていた夢魔の一人。こけしのような体に刃のような両腕ととげのような触覚を持った異様な姿をしている。瞳の形はＱの字を上下ひっくり返したような形。
エンギが現界に来てから初めて戦った夢魔。自らを殺しのプロと名乗り、過去に何人もの夢魔を殺害している。エルクレスと組んだのもより殺しがしやすい環境を与えてくれたからであり、殺しができればそれで良いと語るなど非常に残虐な性格をしている。素早い動きでエンギを翻弄したが、迷いを捨てたエンギに討たれた。

#### 白儀響が召喚した夢魔
スターノッカー
二つ名は昴石（）。四本足で尻尾を持ち、触手のようなものが各所に生えている。現界で夢路とメリーを襲うが、由衣の姿で現界にて剣を使えるようになったエンギに倒された。
エルダー
二つ名は賢樹（）。木のような姿をした夢魔で、口がついた複数の空飛ぶ木の実や、伸びる木の枝などを攻撃に使う。夢魔の瞳は漢字の篆書体の“木”のような形。人間の老人の姿に変身することができるようになったあと、よく植物用の栄養剤を口にしている。戦いそのものを楽しむ傾向があり、「土壌に染み込んだ血がわしの最高の養分となる」として、世界を戦場に変えることを望む。ただ元々は好戦的な性格ではなかったようで、幻界に送り返される直前、「悪い「気」にあてられていたかもしれない」「何か大きなものに本能を書き換えられていたような気分」と語っている。
現界で武装明晰夢を使えるようになった夢路と戦って敗れ、メリーによってジェイスと共に幻界へ送り返された。
ジェイス
二つ名は羽刃（）。くちばしと黒い羽根を持つ。瞳の形は足があるコウモリの羽根のような形。後に、細身で引き締まった男の身体に変身する力を響より与えられた。
オネエ言葉を使う。美しさ、機能美にこだわりをもっていて人間を蔑視しており、特に刀剣類の機能美を好んでいる。響に心酔しており、自分が認めたものしか存在しない世界を作ることを望んでいる。ナイフを武器にし、鋭い耳で相手の動きを感知して戦う。
メリーと戦って、エルダーと共に幻界に送り返されるが、その直前にナイフを投げて、夢路に重傷を負わせた。
レガレクス
二つ名は水冠（）。魚のような外見をしていて、自分の他に空飛ぶ魚や亀“水槍オルカ”“水雷ノタートゥス”“水盾ディネース”などを呼び出して操る能力を持つ。瞳の形は下が閉じていないようなΩ。後に褐色の肌をした少女の姿に変身する力を響より与えられた。
自分を“王”と呼び、人間のことを“家来”と呼ぶ一方、“家来”は大切にするのが“王”であるとも考えており、自分をさまざまな娯楽などで楽しませてくれる“家来”こと人間をむやみに傷つけるつもりはなく、エルダーやジェイスとは一線を画している。特に、人間を目の敵にしているジェイスとはそりが合わず対立し、夢路に協力して戦う。また響の真の目的を知ってからは「人間が（自らの意思と努力で）限界に挑戦する姿が好き」として、響とも決別。夢路、メリー達の側について戦う事になる。
アルミラリア三姉妹
二つ名は傍世（）。皆瓶底のような丸いメガネをした、小柄な少女の姿をした夢魔で、響の計画に協力する。キノコを操る力を持ち、キノコの仲間を呼び出す「親愛なる隣人（）」という能力などを使う。
ヤエ・アルミラリア
「おお姉」こと“床”のヤエと言われる。白髪のボブカット。響を「神」としてメイドのように付き従っており、「神に仕えるメイド」として「神メイド」を自称している。キノコから他のキノコへ自在に動き回り、さらに自分の偽物まで作って相手を攪乱し、夢路、メリーと戦う。
マナ・アルミラリア
「ちい姉」こと“柄”のマナと言われる。黒髪のボブカット。キノコの毒を使う。人間を捕らえているとき、イチマ、ケンと遭遇。ふたりを追うが、マナが落としてケンが偶然拾っていた毒を、ケン、イチマの作戦にひっかかって自分で浴びてしまい、動けなくなった。
リコ・アルミラリア
“傘”のリコと言われる。白髪のセミロング。口が悪く、キノコを雨傘のように開いて武器にし、キノコを生やして相手の武器を封じたり相手の動きを止めたりするほか、キノコを銃のようにする「雨後の雨傘（）」、粘菌で相手の動きを封じる「石に耳あり（）」といった技を使ってジョン、エンギと戦う。

#### その他の夢魔
イチマ
声 - 井口裕香
二つ名は孤影（）。みなとに取り憑こうとしていた夢魔（ただし憑依はしていない）。瞳の形は歪んだ渦巻状。日本人形のような和服の少女の姿をしているが、憤ると般若の如き醜悪な表情となる（作者曰く「梨○ちゃまや○夜さまじゃない」）。メリーには「妖怪女」と呼ばれている。
友達をうまく作れないみなとに自分だけが友達と言い聞かせ、みなとに友達ができないようにする呪いをかけて接近するが、メリー達に妨害されて幻界へ送り返された。
だがその後、響の影響で再び現界に現れる。みなとに謝って友達になってほしいと思う一方で、同時に自分がみなとに取り憑こうとしていたことを彼女に思い出してほしくないとも思っている。その後、フリムスルスに襲われたみなと達助けるためメリーの助けを請い、フリムスルスが倒されてからも、みなとを見守って守ろうとする。
必死でみなとを助けようとしているうち、イチマのことを思い出したみなとに「イチマちゃんは友達です！」と宣言される。以後「この二人がいなくなればみなとが寂しがる」「みなとには人間の友達が必要」として、みなとだけでなく日向子やケンも守ろうとし、響との戦いでも、夢路、メリー達の側に立って戦う
幻界は石畳の和風の道。巨大なこけしを使った攻撃をする。
日本人形のような外見で、名前の由来も市松人形から。
クリス・エヴァーグリーン
声 - 浅沼晋太郎
二つ名は初恋薊（）。鳴に取り憑いていた夢魔。瞳の形は斜めの格子状。
モザイクのような物で構成された髪と端正な青年の顔、纏っているマントの下に胴体は無く、騎士のような甲冑の胸部・腰部・手首より先と膝から先のみが浮いて人型を形作るような姿をしている。戦闘時は浮いている拳を飛ばして攻撃する。
鳴のもう一つの人格となり、携帯メールを使って文通相手を演じ続けたが、鳴の想いが叶うはずもなく、彼女を傷付けるだけだった。
メリーとの戦いに敗れ、最後は鳴の気持ちを弄んだことを彼女に詫びながら幻界に送り返された。
幻界は、天窓に十二星座の文字盤が描かれた巨大な王室。
レギオン
二つ名は影同心（）。黒いマントにひし形の仮面を着けたような姿をしており、足が無く常に浮遊している。仮面には口の上下（左右）にそれぞれ目があり、さらに目と同じ方向の仮面の角に矢じりのような突起物が付いている。瞳の形は上下左右に白い点が4つ。その言動からエルクレスとなんらかのつながりがあったようである。勇魚を器に選んだ。
複数の分身を作る能力を持ち、分身は自分から器を乗っ取ることが出来ないが、本体が器を乗っ取ることにより分身も器を手に入れることが出来る。なお分身の仮面は簡略化されており、口しかない。
仮面を回すことにより、空間の上下左右を変える（天井が「下」になる等）ことが出来る。この時「カタカタカタ」といった音が鳴る。また、本体が仮面を回すと分身の仮面も本体に合わせ回る。
他にもマントの中からギザギザした細い紐状のものを出して敵を切り裂く、内臓のような爆弾を出すといった攻撃も行ってくる。上述の通りマント状の体に加え常に浮遊しており、自在に空を飛びまわるため回避能力が高い。但し、予想外の方向からの攻撃までは回避することが出来ない模様。
分身を六花高校の生徒・職員67人に憑依させることにより彼らを人質に取り、本体の器を手に入れるため、鬼ごっこと称し勇魚を狙う。その後メリーと遭遇したことにより鬼ごっこをやめ、「血闘」を挑んでくる。体育館に誘導された後、夢路の武装明晰夢による縛鎖で拘束される。怪力で抵抗するも他の生徒の協力により阻止され、メリーの拳で幻界に送り返された。なお白昼夢から解放された人間は、曖昧だった記憶がいずれ薄まって消えるはずだったが、勇魚の精神にはわだかまりが残っており、彼女が夢路やメリーの戦いへと関わる結果を生んでしまう。
非常に特徴的な話し方をし、片言な上に口調や語尾も安定しない。
本来の幻界は不明だが、憑依した人物がいた学園をまるごと異空間の白昼夢に取り込んだ。さらに学園の天井と床を回転させて逆にするということなどをしている。
エオリア・アハテルノーテ、アイオニア・アハテルノーテ
二つ名は指揮者（）。双子の夢魔。指揮者のような燕尾服を身にまとった少女の姿をしており、エオリアは髪が長く、アイオニアは髪が短い。瞳の形は楽譜のような5本の線。二人で菜桜を器にしようと狙ってきた。本人たち曰く、菜桜の夢には交代で現れていたようである。かわいらしい外見とは裏腹に、非常に残忍な性格をしている。
戦闘力は高く、無数の音符のような物を飛ばす「弾ける音符（）」や「乱暴に（）」、衝撃波を発生させる「激情的に（）」、重力波を発生させる「重々しく（）」などの技を使い、また、腕を切り落とされても新たな腕を再生させることができる。
菜桜を狙ってやってきた結果、夢路、メリー、由衣と交戦することとなり、エオリアは夢路と、アイオニアはメリーと戦う。上述のような多彩な技で夢路たちを追い詰めるも、エンギが傷を治し、復活したことで形勢が逆転。最後はメリーとエンギの連携プレーによって二人まとめてメリーの拳で幻界に送り返された。送り返される直前に、幻界と現界の関係が徐々に変貌していっていることを仄めかす言葉を残す。
その後、文化祭の場で夢路達と響たちが戦っている時に再び現れ、エンギに復讐するためエンギとジョンの前に現れるが敗北。その後銘無しに喰われた。
名前の由来はドイツ語で8文音符(achtelnote)と、エオリアン・スケール（短音階）、アイオニアン・スケール（長音階）から。
パティ・スリーピース
声 - 後藤沙緒里
エンギの姉で二つ名も彼女と同じ双月花（）。瞳の形も同じく三角形。エンギとは離れていても意思疎通ができる模様。
現界に興味を持ち、エンギの反対を振り切って現界へと降りるがエルクレスに殺されてしまう。
エンギと同じく剣の使い手で、死後その剣（紫閃風月漉座刀）はエルクレスに奪われる。名前の由来はパーリ語で縁起をあらわすpaTicca（パティシア）から。
カクタス
二つ名は砂爵（）。瞳の形は二つの×。器は相川ユウヤという青年。
オールバックに肌の黒い青年の姿をしている。幻界は砂漠で、サボテンのようなものを操って戦う。
他の夢魔たちと組んでエルクレスを阻止するために動いており、ジョン・ドゥと接触し、情報交換を行う。その後クリオネの能力によりエルクレスに発見され、仲間たちと4人がかりでエルクレスと交戦するも一蹴されて、仲間ともども殺された。
フリムスルス
二つ名は氷壁（）。4本の腕、さらに胴体にも口がある。白い体毛に覆われていてビッグフットを連想させる、巨大な怪物の外見。氷を操る力を持つ。
現界に現れてみなと、日向子、ケンを食らおうとするがイチマに妨害され、さらに夢路およびメリーと戦って一時退散。その後再度皆を襲おうとするが、その前にジェイスに殺された模様。
カルチェ
蓮を器にする夢魔。
エルクレス一派のうち、エルクレスが倒された後、勝手に行動している暴力的な夢魔を無力化して回っている。メリーを自身のボスと発言し、エルクレスの黒幕を捜すメリーに協力する。
電流の流れる、蜘蛛の糸のようなものを操ることができる。さらに蓮と合体する超夢現位相合体という技を持っており、合体状態の名称は“狩人カルチェラタン”。夢魔との遭遇時には合体状態での戦闘が基本の模様。
夢魔を追っているとき、偶然出くわした白儀響に殺される。

#### アニメ版オリジナルの夢魔
ミストルティン
声 - 矢作紗友里
二つ名は樹海（）。
植物の意匠があるゴスロリファッションに身を包む少女。瞳の形は三叉の葉。植物の巻きついた鎖や赤い棘を操る、肉体を無数の葉に変えて移動するなど、植物を利用した攻撃を得意とする。
エルクレスと同等以上の力を持ち、彼と並行して動き出した夢魔。エルクレスによって現界に導かれてきた夢魔を、器となる人間に強引に組み込む能力を持つ。この能力によって夢魔を組み込まれた人間は、自分に夢魔が宿っていることにさえ気付かない。エルクレスのような侵食は考えておらず、ただ他者をいたぶるという快楽を求め一人暗躍しており、時にはエルクレスの配下の夢魔にさえ手を出す。悪夢の狭間から生まれた存在で、絶望の蕾に相手を取り込むことで相手に悪夢を見せる。最終的に消滅した。
器は夢路達の担任飯島良太。同じような性格をしているため、飯島には親近感のようなものを感じている描写がある。
幻界は寒々しい荒野。
セリオ
声 - 高橋美佳子
器はユミ。一人称は「僕」で、植物のような衣装を着た中性的な子どもの姿をしている。穏健派で、器として選んだユミに共存するよう懇願するほど。しかし、突如現れたミストルティンの白昼夢に取り込まれ、ユミの前で殺害される。
幻界は一面の花畑。
デルガ
声 - 近藤孝行
器はマサル。全身に包帯を巻いた2本角の大男で、新体操のクラブのようなものを武器としている。マサルにとってはグリッチョと同じく、ヒーローのように頼りにされている存在であったようだが、ミストルティンの白昼夢に取り込まれ殺される。
シャクエント
声 - 藤田圭宣
器は吉田。エルクレスの配下の夢魔だが、ミストルティンの白昼夢に取り込まれ殺される。
レオン / レスティオン
声 - 黒田崇矢
器は河浪千鶴。千鶴からはレオンと呼ばれる。リボルバー拳銃とリボルバー型の腕を武器に使う。ミストルティンに復讐するため何らかの準備をしており、そのために生贄が必要と言っており、今までミストルティンが夢魔を殺してきたのを近くで見ているだけだった。
かつてミストルティンを追っていた夢魔だったが一人だけ生き残っていた。ミストルティンを倒す銃を持つものの銃弾が夢魔の断末魔と夢を砕かれた人間の絶望から作られ、それを撃つ火薬はレオン自身の命が必要であった。撃てば器の心も壊れてしまうが、その反面千鶴が心を取り戻していくことには内心喜んでもいた。勇魚を助けるため自分の命と千鶴を使って弾丸を作り撃つもミストルティンには効果がなかったが、その一撃は後々ミストルティンを葬る決定打の一つとなった。
幻界は階段のある洞窟で、鎖に覆われている。
パレイト
声 - こやまきみこ
器は橘勇魚。帽子と外套の姿で顔は黒くて見えず、とても臆病な性格。生贄としてミストルティンによって無理矢理組み込まれたため、勇魚自体は気づいていない。ミストルティンに取り込まれるもメリーによって送り返された。

### 影踏みメリー
メリーが夢路と出会う前の物語であり、本編での回想シーンで登場しただけの夢魔が準レギュラーとして参加している。
メリー・ナイトメア
主人公、詳細は上記。
ある目的の為にワイルズを追っており、柳岡憂揮と「ケーヤク」を交わし彼をワイルズ捜索へ引きずり回す。
トーチャーやアイザックと共同戦線を張り強力な力を持つワイルズに対抗する。
本編のメリーとは服装に相違点があり、他にも英語を交えて話したり、自身を「良い女」と称する、さらに大好物であるはずのドーナツが苦手など違いが多い。
柳岡 憂揮
ワイルズの「末端」に狙われていた所をメリーに助けられた青年。本作のもう一人の主人公。
メリーとの賭けに負け、彼女と「ケーヤク」を交わしワイルズ捜索に協力させられる事になる。
ワイルズ
『影踏みメリー』に登場した夢魔。二つ名は演技派（）。
他の夢魔に影を植え付け取り込むことで「末端」と呼ばれる分身を作ることができる。
「末端」に自我はなく人間を“器”にし、成り代わることだけを目的に行動する。
本体は人型で顔は大きなレティクルの様な模様だけで構成されており、フード付のロングコートを着た姿をしている。それに対し「末端」は、基本的に人型の影が白い布を纏っただけだが、変身能力を持っている為"器"として狙っている人間に化けたりワイルズの演出によって怪物のような異形になっている個体もいる。
幻界を退屈な場所と嫌っているため、現界の自然や建築物を美しいものと感じ現界を「楽園」と呼んでいる。
本体は器を持たず、分身から送られてくる映像を見続けていたが、分身が倒され始めたことで、高塚幹大を器とし行動を始めた。人間を軽視しないとは言いつつも、カス役者と呼んでおり、器にしたものには本人が望む映像を見せ続けている。
幻界への帰り道を作り出せたり、騙し討ちとは言えメリーから一撃でダウンを奪うなど非常に強力な夢魔。
それらの能力だけでなく、憂揮の精神を揺さ振る事で盤外戦術を仕掛けたり、戦いの中でメリーの正体を「門番（）」であると看破するなど知略の面でも優れている。本編も含めてかなりの実力者。
幻界は映画館。
アイザック
メリーが夢路と出会う前に戦った夢魔の一人。本編では名前は明かされなかったが、『影踏みメリー』で明らかになった。顔に紋様が入った鳥型の姿をしている。器の秋山麟太郎とは共存している。
トーチャー
メリーが夢路と出会う前に戦った夢魔の一人。本編では名前は明かされなかったが、『影踏みメリー』で明らかになった。目が「？（クエスチョンマーク）」の骸骨のような姿の夢魔。見た目に反して理性的な性格で、器である高塚彩とは共存している。
幻界は信号機だらけの世界。
フェルビースト
メリーが夢路と出会う前に戦った夢魔の一人。本編では名前は明かされなかったが、『影踏みメリー』で明らかになった。前髪で目が隠れた道化風の姿をしている。ワイルズが幻界に帰る道を作れることを知っており、現界には観光気分で訪れた。メリーに敗れた後は、ワイルズの末端により逃げたが、ワイルズの怒りを恐れ、幻界に帰ることと引き換えに彼に協力した。

## 用語
夢魔（）
幻界、いわゆる夢の世界の住人。それぞれが独自の幻界を持っている。
本来は幻界から出られないが、界境の門を通じて人や動物に取り憑くことで現界に行けることが判明し、人間の体を借りて次々と夢魔が現界に進出している。
その現象は、現界を乗っ取ろうと企てたエルクレスが引き起こしたものであり、一度現界に足を踏み入れた夢魔は帰還できないとされる。エルクレスに賛同して彼に集うものもいれば、器と友好的な関係になり共存しているものもいる。ただし後者の場合は不穏分子としてエルクレスらに粛清される運命にある。
またエンギによると夢魔を構成しているのは、夢を見た（幻界を訪れた）人間が代償としてそこにおいていった「心の一部」らしい。
通常、現界に現出した夢魔を認識できるのは、以前に夢魔と何らかの形で関わった者に限られる。
幻界（）
各々の夢魔を核として形成された空間の総称。全ての夢魔の幻界（庭）は、メリーの庭である界境の門に通じている。
人間が寝ている時に夢を見るのは人間の意識がこれら幻界を訪問しているからだとされている。
一つ一つが独立していて独自のルールを持ち、原則として互いに干渉することはないが、様々な要因により幻界が侵食されたり繋がるなどの事態が発生することがある。
現界（）
人間の生活する現実世界。夢魔の間ではこう呼ばれる。
器
現界に進出した夢魔の依代となった人間のこと。また、猫のような動物でも可能。兆候として寄生している夢魔の幻界を夢としてみるようになる。先の通り、夢魔は器に憑依して現界でも活動できるが、その際、器の瞳に夢魔のそれと同じ模様が浮かぶ。
なお夢魔は器の夢（幻界ではなく、将来の希望といった「生きがい」の意味）に寄生しており、強引に寄生している夢魔を消された人間は、自分がこれまで抱いていた夢に無気力、無関心になり、一種のうつ病状態となる。
また夢魔は行使する器の人格と均衡を保つ必要があり、器の意識を長時間封じ続けると、拒絶反応が発生し、器が覚醒してしまう（エルクレスが自分の傘下の夢魔に器の覚醒を進言しているのはそのため）。ただし、エンギと由衣のように相互の了承で意識を共有している場合は、その事態は起こらないらしい。
白昼夢（）
夢魔が自分の幻界を展開し、周囲の夢魔やその器を無差別に取り込む現象。これを体感した夢路が白昼夢に似た現象と認識したことから「デイドリーム」と呼ばれるようになるが、夢魔らの間では「庭」と呼ばれる（クリス曰く「言い得て妙」）。何故か夢魔に憑依されていない夢路も取り込まれており、夢路はジョンが未だに自分の夢で徘徊しているからだと結論付けていたが、ジョン本人ははっきりと返答せず、ジョンが夢から去って猫を器とした後も取り込まれている。
夢魔と庭は互いに影響を与えており、メリーの場合、「界境の門」が壊されてきているため時々気を失う。
人間の場合は「思いの強さ」に基づき、現界と幻界双方のコンディションに影響がある。例えば、現界で不調があった状態なら幻界ではそれが持ち越され、逆に幻界で重症を負った場合は出血は見られないものの意識を失うほどの苦しさに脅かされる。逆に幻界で大怪我を負っても気力が充実したならば即座に癒え、更には文字通り｢思い」を｢形」にし、夢を書き換えることで夢魔と同等に戦うことができる可能性も秘めている。
界境の門
メリーの庭で、現界と幻界の境。メリーが夢魔を幻界に送り返す時は、この扉を使う。エルクレスの策略により、夢魔たちが現界へ渡るたびに破壊されてきている。そのためメリーは時々気を失う。
門が完全に破壊されると幻界と現界が交わり、夢魔が器なしに顕現する。逆にメリーが殺された場合も門が破壊されるという。
夢無くし
現界で問題となっている。突然夢を失いただひたすら無気力・無関心になってしまう状態。寄生している夢魔を消された器の人間がこれにあたる。
正夢
現界に発生している現象のこと。夢魔に寄生された器の夢魔が突如として消滅しその後、器に対して本人が不自然と感じるまでの幸福が起こる。
夢無くしとは違い、夢魔が消失した器が無気力・無関心になることは無く、また夢魔と共存している者は夢魔と共存してたことすら忘れてしまう。
銘無し（）
生まれるときに名前と役割（個性）を与えられる夢魔に対し、名前も役割もなく生まれた、夢魔とは似て異なる存在。
本来はすぐに幻界に帰って新しい夢魔に生まれる時を待つが、幻界が大きくなったため現界に現れて暴走を始めるようになる。
フルヘルボーダーグリッチョ
声 - 川田紳司
夢路が夢中になって視聴している特撮ヒーロー。スケボー型の愛機・ホーカーファイアーとともに繰り出す必殺技で悪の怪人を倒していくが、技を命中させる度に体の何処かが捻挫してしまう。
なお単行本のカバー裏にスピンオフ作品が連載されているが、「グリッチョに変身する一翔（にのまえかける）が好意をよせるユリと、その弟で腹黒い太郎に翻弄される」という特撮とは無縁の内容になっている。

## 書誌情報

### 単行本
- 牛木義隆 『夢喰いメリー』 芳文社〈まんがタイムKRコミックス〉、全24巻[25]
  1. 2008年10月27日発売、ISBN 978-4-8322-7748-9
  2. 2009年5月12日発売、ISBN 978-4-8322-7804-2
  3. 2009年11月11日発売、ISBN 978-4-8322-7856-1
  4. 2010年4月12日発売、ISBN 978-4-8322-7903-2
  5. 2010年12月11日発売、ISBN 978-4-8322-7968-1
  6. 2011年2月12日発売、ISBN 978-4-8322-7988-9
  7. 2011年8月11日発売、ISBN 978-4-8322-4051-3
  8. 2012年4月12日発売、ISBN 978-4-8322-4136-7
  9. 2012年10月12日発売、ISBN 978-4-8322-4202-9
  10. 2013年6月12日発売、ISBN 978-4-8322-4308-8
  11. 2013年11月12日発売、ISBN 978-4-8322-4367-5
  12. 2014年5月12日発売、ISBN 978-4-8322-4439-9
  13. 2015年1月10日発売、ISBN 978-4-8322-4514-3
  14. 2015年5月12日発売、ISBN 978-4-8322-4568-6
  15. 2016年2月12日発売、ISBN 978-4-8322-4662-1
  16. 2016年7月12日発売、ISBN 978-4-8322-4717-8
  17. 2017年1月12日発売、ISBN 978-4-8322-4791-8
  18. 2017年10月12日発売、ISBN 978-4-8322-4881-6
  19. 2018年3月12日発売、ISBN 978-4-8322-4926-4
  20. 2018年9月12日発売、ISBN 978-4-8322-4976-9
  21. 2019年5月11日発売、ISBN 978-4-8322-7093-0
  22. 2019年11月12日発売、ISBN 978-4-8322-7133-3
  23. 2020年6月12日発売、ISBN 978-4-8322-7195-1
  24. 2020年12月11日発売、ISBN 978-4-8322-7233-0
- 牛木義隆（監修） / 鶴淵けんじ（漫画） 『影踏みメリー』 芳文社〈まんがタイムKRコミックス〉、2011年8月11日発売、ISBN 978-4-8322-4053-7

### 関連書籍
- 『夢喰いメリー 4コマアンソロジーコミック』 芳文社〈まんがタイムKRコミックス〉、全2巻[26]
  1. 2011年2月26日発売、ISBN 978-4-8322-7995-7
  2. 2011年5月27日発売、ISBN 978-4-8322-4030-8
- 『夢喰いメリー ストーリーアンソロジーコミック』 芳文社〈まんがタイムKRコミックス〉、2011年3月12日発売[27]、ISBN 978-4-8322-4004-9
- 『ナイトメアマガジン　”夢喰いメリー”TVアニメ公式ガイドブック』 芳文社〈まんがタイムKRコミックス〉、全3巻[28]
  1. 2011年1月27日発売、ISBN 978-4-8322-7982-7
  2. 2011年3月26日発売、ISBN 978-4-8322-4005-6
  3. 2011年5月27日発売、ISBN 978-4-8322-4029-2

## テレビアニメ
2011年1月から4月まで、TBSテレビ・毎日放送（MBSテレビ）・中部日本放送（現・CBCテレビ）・熊本放送（RKKテレビ）・BS-TBSにて放送された。『まんがタイムきららフォワード』連載作品のアニメ化は本作が初となる。全13話。原作と違って話数に「REM」という表現はなく、作中には単にサブタイトルが表示されるのみであるが、BD/DVDのパッケージには表示されている。
本作では監督の山内重保や美術監督のゆきゆきえなど、東映アニメーションのスタッフが多く参加している。
物語は原作の序盤を元にしているが、1クールという尺の都合もあって大幅に改変されており、山内が過去の作品群で用いてきた独特の色使いや作風が導入されている。また、同様の理由からエルクレスについての件は開始早々に保留され、アニメオリジナルの夢魔ミストルティンが重要な敵キャラクターとして描かれるため、ランズボローの一件は半ば放置されている。第1話の時点で原作を意識してはいるものの、その後はミストルティンの器である飯島良太がほぼ全編に渡って登場し、原作とはまったく違う展開で終了している。

### スタッフ
- 原作 - 牛木義隆（「まんがタイムきららフォワード」/芳文社）
- 監督 - 山内重保
- シリーズ構成・脚本 - 白根秀樹
- キャラクターデザイン - 藤井昌宏
- プロップデザイン - 冷水由紀絵
- 美術監督 - 松本健治、ゆきゆきえ
- 色彩設計 - 石田美由紀
- 撮影監督 - 黒澤豊
- 編集 - 西山茂
- 音響監督 - 本山哲
- 音楽 - 奥慶一
- 音楽プロデューサー - 髙取昌史
- 音楽制作 - ポニーキャニオン
- プロデューサー - 田中潤一朗、中村伸一、加藤昱夫、吉川敦史
- アニメーション制作 - J.C.STAFF
- 製作協力 - ポニーキャニオン、芳文社、マックレイ
- 製作 - 夢喰いメリー製作委員会、TBS

### 主題歌
「Daydream Syndrome」
藤原鞠菜によるオープニングテーマ。作曲・作詞・編曲はvoid（IOSYS）。
「ユメとキボーとアシタのアタシ」
メリー・ナイトメア（佐倉綾音）によるエンディングテーマ。作曲・編曲はARM（IOSYS）、作詞ははかせ（IOSYS）。

### 各話リスト
| 話数   | サブタイトル           | 絵コンテ   | 演出                 | 作画監督                                                            | 総作画監督 |
| ------ | ---------------------- | ---------- | -------------------- | ------------------------------------------------------------------- | ---------- |
| 第1話  | 夢現                   | 山内重保   | 山内重保             | 藤井昌宏                                                            | -          |
| 第2話  | 夢もキボーも           | 山内重保   | 山内重保             | 斉藤美香                                                            | 藤井昌宏   |
| 第3話  | 夢の向こうから         | 山内重保   | 山内重保             | 冷水由紀絵                                                          | 藤井昌宏   |
| 第4話  | 夢喰いメリー           | 木村延景   | 木村延景             | 青井小夜、徳永さやか 佐藤育子、伊藤香織 櫻井親良                    | 藤井昌宏   |
| 第5話  | 夢に惑って             | 山内重保   | 山内重保             | 小林絵実子                                                          | 藤井昌宏   |
| 第6話  | 夢邂逅（ゆめかいこう） | 山内重保   | 藤瀬順一             | 斎藤敦史                                                            | 藤井昌宏   |
| 第7話  | 夢と水着と海の色       | 尾見名江子 | 鈴木健太郎           | 青井小夜、小渕陽介 熊田明子、明珍宇作 水上ろんど、冷水由紀絵        | 藤井昌宏   |
| 第8話  | 夢回廊                 | 木村延景   | 木村延景             | 音地正行                                                            | 藤井昌宏   |
| 第9話  | 夢乱れて               | 尾見名江子 | そ〜とめこういちろう | 小林絵実子、新井伸浩 熊田明子、伊藤香織 明珍宇作                    | 藤井昌宏   |
| 第10話 | 夢から覚めずに         | 木村延景   | 木村延景             | 斎藤敦史、斉藤美香                                                  | 藤井昌宏   |
| 第11話 | 夢の守り人             | 山内重保   | 高島大輔             | 冷水由紀絵                                                          | 藤井昌宏   |
| 第12話 | 夢魘（むえん）         | 山内重保   | 鈴木健太郎           | 亀谷響子、熊田明子 徳田賢朗、小林絵実子 音地正行、冨岡寛 冷水由紀絵 | 藤井昌宏   |
| 第13話 | 夢、ふたたび           | 山内重保   | 山内重保             | 斎藤敦史、冷水由紀絵 藤井昌宏、伊藤香織                             | 藤井昌宏   |

### 放送局
| 放送地域   | 放送局       | 放送期間                | 放送日時                     | 放送系列       | 備考                |
| ---------- | ------------ | ----------------------- | ---------------------------- | -------------- | ------------------- |
| 関東広域圏 | TBSテレビ    | 2011年1月7日 - 4月8日   | 金曜 1:55 - 2:25（木曜深夜） | TBS系列        | 製作局              |
| 近畿広域圏 | 毎日放送     | 2011年1月9日 - 4月10日  | 日曜 2:28 - 2:58（土曜深夜） | TBS系列        | アニメシャワー第2部 |
| 中京広域圏 | 中部日本放送 | 2011年1月21日 - 4月22日 | 金曜 2:30 - 3:00（木曜深夜） | TBS系列        |                     |
| 日本全域   | BS-TBS       | 2011年1月30日 - 3月27日 | 日曜 1:00 - 1:30（土曜深夜） | BSデジタル放送 |                     |
| 日本全域   | BS-TBS       | 2011年4月3日 - 5月1日   | 日曜 1:30 - 2:00（土曜深夜） | BSデジタル放送 |                     |
| 熊本県     | 熊本放送     | 2011年1月31日 - 5月2日  | 月曜 1:50 - 2:20（日曜深夜） | TBS系列        |                     |

| TBS 金曜 1:55 - 2:25（木曜深夜） | TBS 金曜 1:55 - 2:25（木曜深夜） | TBS 金曜 1:55 - 2:25（木曜深夜） |
| 前番組                           | 番組名                           | 次番組                           |
| -------------------------------- | -------------------------------- | -------------------------------- |
| それでも町は廻っている           | 夢喰いメリー                     | 電波女と青春男                   |

## モバイルコンテンツ
jubeat plus
iPhone/iPad向け音楽シミュレーションゲーム。主題歌など全4曲を収録した『夢喰いメリー pack』が配信された。

きららファンタジア
ドリコムによるスマートフォン向けアプリゲーム。「まんがタイムきららシリーズ」のキャラクターが多数登場するクロスオーバーゲーム。
2018年2月より追加参戦し、本作のキャラクターが登場している。アニメ未登場だったクリオネは本作で初めてボイスがついた。
また牛木義隆デザインによる『きららファンタジア』オリジナルの夢魔、リシュカが登場する。
2019年4月1日限定のエイプリルフール動画では夢路が他のきらら男子と共演を果たした。

## 作品に関するイベント
- メリー×IOSYS 幻界（ユメ）パーティーin LIVE GATE（2010年11月21日 恵比寿LIVE GATE）
- 夢喰いメリーカフェ（2010年12月3日 - 12月12日 キュアメイドカフェ）
- メリーカウントダウンパーティー（2010年12月18日 品川THE GRAND HALL）
- 藤原鞠菜ミニライブ&トーク&握手会（2011年1月29日 ポニーキャニオン本社）
- 夢喰いメリー・ナイトメア・ナイト イン ロフトプラスワン（2011年2月10日 新宿ロフトプラスワン）